# Tebeo
Nella mitologia greca,  Tebeo  era uno dei vecchi guerrieri di Troia, al tempo della famosa guerra, era il padre di Eniopeo. 

## Il mito
Tebeo, forte ed esperto guerriero,  quando Paride, figlio di Priamo re di Troia, decise di rapire Elena moglie di Menelao, e di conseguenza scoppiò la guerra fra la Grecia e il popolo troiano, era troppo vecchio per partecipare alle battaglie. Al suo posto combatté il figlio che trovò morte per mano di Diomede, abile nemico.

### Fonti antiche
- Omero, Iliade libro viii versi 120